# Beaurains Road Cemetery
Beaurains Road Cemetery is een Britse militaire begraafplaats met gesneuvelden uit de Eerste Wereldoorlog, gelegen in de Franse gemeente Beaurains (departement Pas-de-Calais). De begraafplaats werd ontworpen door Edwin Lutyens en ligt aan de Rue de la République op 880 m ten noorden van het centrum (Eglise Saint-Martin). Ze heeft een trapeziumvormig grondplan met een oppervlakte van ruim 1.270 m² en wordt omsloten door een natuurstenen muur. De toegang aan de straatzijde bestaat uit een metalen hekje. In de hoek links van de toegang staat het Cross of Sacrifice.
Er worden 335 doden herdacht waaronder 23 niet geïdentificeerde.
De begraafplaats wordt onderhouden door de Commonwealth War Graves Commission.

## Geschiedenis
De begraafplaats werd enkele dagen voordat Beaurains op 18 maart 1917 door Britse troepen werd veroverd in gebruik genomen. Het was een maand voordat de Slag bij Arras begon en de Duitsers nog in het nabijgelegen Tilloy-lès-Mofflaines waren. De begraafplaats werd tot begin juni gebruikt (soms onder de naam Ronville Forward Cemetery) door de 14th (Light) Division Burial Officer (deze officier was verantwoordelijk voor de registratie en begraving van de gesneuvelden) en gevechtseenheden. 
De begraafplaats werd van augustus tot september 1918 opnieuw gebruikt (tijdens de tweede slag bij Arras). Bij de wapenstilstand waren er 129 Britse en 15 Franse gesneuvelden en vier Duitse krijgsgevangenen begraven. Ze werd toen uitgebreid door het samenbrengen van graven uit de omliggende slagvelden en de volgende ontruimde begraafplaatsen: Ronville British Cemetery (179 doden) in de wijk St. Sauveur en de aangrenzende Franse begraafplaats Ronville French Cemetery (26 doden).
Onder de geïdentificeerde doden zijn er 294 Britten, 14 Canadezen en 3 Duitsers.
Veertien slachtoffers worden herdacht met een Duhallow Block omdat zij oorspronkelijk in Ronville British Cemetery begraven waren maar wier graven door artillerievuur werden vernietigd.

## Graven

### Onderscheiden militairen
- Meredith Magniac, luitenant-kolonel bij de Lacashire Fusiliers werd onderscheiden met de Distinguished Service Order (DSO).
- W.B. McArthur, onderluitenant bij de Royal Scots Fusiliers werd onderscheiden met het Military Cross (MC).
- J.W. Sharp, compagnie sergeant-majoor bij de King's Own Yorkshire Light Infantry werd tweemaal onderscheiden met de Military Medal (MM and Bar).
- kanonnier Maurice Buller Grove (Royal Field Artillery) en de soldaten J. Ferguson (Border Regiment) en E.W. Poole (King’s Own Yorkshire Light Infantry) werden onderscheiden met de Military Medal (MM).

### Minderjarige militair
- soldaat P. Dorgan (Royal Dublin Fusiliers) was 17 jaar toen hij op 17 juni 1917 sneuvelde.